# Obschtschestwo s ogranitschennoi otwetstwennostju
Obschtschestwo s ogranitschennoi otwetstwennostju (russisch Общество с ограниченной ответственностью, Abkürzung OOO) ist eine Rechtsform für Kapitalgesellschaften im Gesellschaftsrecht der Russischen Föderation. Sie entspricht dem Typus der Gesellschaft mit beschränkter Haftung.

## Rechtsentwicklung
Die Vorschriften über die OOO finden sich im russischen Zivilgesetzbuch in Kapitel 4, Artikel 48–95 sowie dem Gesetz Nr. 14-FZ vom 8. Februar 1998 in der Fassung vom 23. Juli 2013. Die letzte Gesellschaftsrechtsreform fand mit Änderungsgesetz Nr. 312-FZ vom 30. Dezember 2008 statt und trat am 1. Juli 2009 in Kraft. Die zunächst bis zum 1. Januar 2010 definierte Umsetzungsfrist für Gesellschaften wurde später aufgehoben, es genügt die Umsetzung im Rahmen der nächsten Satzungsänderung.

## Rahmenbedingungen
Das Mindeststammkapital der OOO beträgt 10.000 Rubel, Gesellschafter können sowohl natürliche als auch juristische Personen sein. Die Gründung von Einmanngesellschaften ist zulässig. Während der Gründungsphase sind die Regelungen des Gründungsvertrages anzuwenden, nach Eintragung der Gesellschaft regelt die Satzung alle Rechtsverhältnisse der Gesellschaft. Änderungen an diesen Verträgen sowie die Übertragung von Gesellschaftsanteilen bedürfen der notariellen Form. Die OOO muss eine Gesellschafterliste mit Namen der Gesellschafter und Höhe ihrer Beteiligung führen. Oberstes Organ der Gesellschaft ist die Gesellschafterversammlung, der weit reichende Zustimmungsvorbehalte insbesondere bei sogenannten Großgeschäften eingeräumt werden. Die Leitung des Unternehmens obliegt einem oder mehreren Geschäftsführern, allerdings sieht das russische Gesellschaftsrecht keine Gesamtvertretung vor. Als Kontrollorgan der OOO kann ein Aufsichtsrat (russisch Совет директоров Sowjet direktorow) gebildet werden, für die Kontrolle des betrieblichen Rechnungswesens eine Rechnungskommission (Ревизионная комиссия Rewisionnaja komissija). Bei Auflösung der Gesellschaft ist eine Liquidationskommission zu bilden. Die Registrierung der OOO erfolgt im staatlichen einheitlichen Register für juristische Personen und Einzelunternehmer (Единый государственный реестр юридических лиц Jediny gosudarstwenny rejestr juriditscheskich liz).